# Moneda de veinte centavos de Hong Kong
La moneda de veinte centavos es una moneda del dólar de Hong Kong. Es la segunda moneda con la denominación más pequeña en Hong Kong. Hubo dos periodos diferentes de uso para la moneda de veinte centavos: el primero, una moneda redonda de veinte centavos fue emitida de 1866 a 1905, y la actual moneda festoneada, introducida en 1975.
La primera moneda de veinte centavos fue acuñada desde 1866 hasta 1905, pero fue utilizada hasta 1942. Antes de la Segunda Guerra Mundial la moneda se hizo primero con un 80% plata, con un peso de 5.40 g, un grosor de 1.80 mm y con un diámetro de 22 mm. Contenía un borde estriado continuo. De 1866 a 1898  tenía el retrato de la Reina Victoria, a pesar de que reinó hasta 1901. Su título en la moneda no fue actualizado cuándo se convirtió en la Emperatriz de la India en 1875. La acuñación se retomó en 1902 con una moneda que presenta al rey Eduardo VII del Reino Unido, que se emitió hasta 1905.
En 1975 una moneda nueva fue emitida con esta denominación. Era una moneda de níquel-latón festoneada de 19 mm de diámetro, con un peso de 2.59 g y con un grosor de 1.52 mm. El retrato de Reina Isabel II en el anverso era el diseñado por Arnold Machin, que se usó hasta 1983, siendo reemplazado en 1985 con uno hecho por Raphael Maklouf.
La moneda tiene la misma denominación desde 1975 pero el diseño fue cambiado en 1993, sacando la efigie de la Reina Isabel II y reemplazándola con la flor de Bauhinia. En 1997, una moneda conmemorativa fue emitida por la transferencia de la soberanía de Hong Kong a China. Esta presenta dos cometas de mariposa con sus colas anudadas.

## Acuñación
| Años | Tiradas                              |
| ---- | ------------------------------------ |
| 1975 | 71 000                               |
| 1976 | 42 000                               |
| 1977 | Incluidas en 1976                    |
| 1978 | 86 000                               |
| 1979 | 94 500 000                           |
| 1980 | 65 000                               |
| 1982 | 30 000                               |
| 1983 | 15 000                               |
| 1985 | 10 000                               |
| 1988 | 40 000 en circulación. 20 000 proof. |
| 1989 | 17 000                               |
| 1990 | Desconocido                          |
| 1991 | Desconocido                          |
| 1992 | 131 000                              |
| 1993 | Desconocido                          |
| 1994 | Desconocido                          |
| 1995 | Desconocido                          |
| 1997 | Desconocido                          |
| 1998 | Desconocido                          |